# Primera División B del Campeonato de Futsal AFA
La Primera División B de Argentina es segunda categoría de fútbol sala del Campeonato de Futsal AFA. La primera edición se disputó en el año 1998 y el actual campeón es Nueva Chicago.

## Sistema de competición
Consta de 2 fases. En la primera los 42 participantes son distribuidos en 6 zonas de 7 equipos que compiten a 2 ruedas.
Los 3 primeros clasificados de cada grupo, más los 2 mejores cuartos participan de la Copa de Oro. Los restantes clubes de la Copa de Plata.
En esta segunda fase, cada una de las copas será a una rueda. Los primeros 3 clasificados de la Copa de Oro ascenderán a Primera División, los 3 últimos jugaran en 2013 en la futura 3ª División. Los 3 primeros clasificados de la Copa de Plata participaran en 2014 de la Segunda División, mientras los 3 últimos serán desafiliados dicha temporada.

## Historia
Hacia 1997 el Campeonato de Futsal AFA tenía muy pocos participantes, por eso, se les permitió a los equipos indirectamente afiliados a la AFA participar del torneo.
El éxito de la convocatoria fue inmediato y se inscribieron 30 equipos, lo que dio lugar a la realización de un torneo que clasificara a 18 conjuntos para jugar en Primera División y los 12 restantes para jugar en la nueva Segunda división.
A partir de la temporada 2014, por la creación de la Primera C, estableció los descensos.
Actualmente participan del torneo 18 equipos.

## Equipos temporada 2021
| Club                                       | Barrio / Localidad | Distrito                  | Primera participación | Temporadas totales | Último retorno | Temporadas consecutivas desde el último retorno | Ubicación en el campeonato 2020 |
| ------------------------------------------ | ------------------ | ------------------------- | --------------------- | ------------------ | -------------- | ----------------------------------------------- | ------------------------------- |
| Argentinos Juniors                         | La Paternal        | Ciudad de Buenos Aires    | 2012                  | 10                 | —              | —                                               | Semifinales                     |
| Atlanta                                    | Villa Crespo       | Ciudad de Buenos Aires    | 2002                  | 15                 | 2018           | 4                                               |                                 |
| Estrella de Boedo                          | Boedo              | Ciudad de Buenos Aires    | 2006                  | 13                 | 2018           | 4                                               |                                 |
| Franja de Oro                              | Nueva Pompeya      | Ciudad de Buenos Aires    | 2008                  | 10                 | 2018           | 4                                               |                                 |
| Huracán                                    | Parque Patricios   | Ciudad de Buenos Aires    | 2004                  | 13                 | 2018           | 4                                               |                                 |
| Jorge Newbery                              | Villa Real         | Ciudad de Buenos Aires    | 2001                  | 17                 | 2019           | 3                                               |                                 |
| Nueva Chicago                              | Mataderos          | Ciudad de Buenos Aires    | 1999                  | 7                  | 2020           | 2                                               | Semifinales                     |
| Pacífico                                   | Villa del Parque   | Ciudad de Buenos Aires    | 2020                  | 2                  | —              | —                                               |                                 |
| River Plate                                | Belgrano           | Ciudad de Buenos Aires    | 2020                  | 2                  | —              | —                                               | Cuartos de final                |
| Asturiano                                  | Vicente López      | Provincia de Buenos Aires | 2017                  | 5                  | —              | —                                               |                                 |
| Círculo de Comunidad                       | Gerli              | Provincia de Buenos Aires | 2013                  | 7                  | 2016           | 6                                               |                                 |
| Country                                    | Banfield           | Provincia de Buenos Aires | 2005                  | 14                 | 2018           | 4                                               |                                 |
| Don Bosco                                  | Ramos Mejía        | Provincia de Buenos Aires | 2019                  | 3                  | —              | —                                               |                                 |
| Glorias                                    | Tigre              | Provincia de Buenos Aires | 2008                  | 6                  | 2019           | 3                                               |                                 |
| Platense                                   | Florida            | Provincia de Buenos Aires | 2000                  | 15                 | 2015           | 7                                               | Cuartos de final                |
| Universidad Abierta Interamericana Urquiza | Ituzaingó          | Provincia de Buenos Aires | 2000                  | 15                 | 2017           | 5                                               |                                 |
| Unión                                      | Ezpeleta           | Provincia de Buenos Aires | 2004                  | 17                 | 2015           | 7                                               | Cuartos de final                |
| Gimnasia y Esgrima La Plata                | La Plata           | Provincia de Buenos Aires | 2019                  | 3                  | —              | —                                               | Cuartos de final                |

## Historial de campeones
| Temporada | Campeón                                       |
| --------- | --------------------------------------------- |
| 1998      | San Lorenzo de Almagro                        |
| 1999      | Parque                                        |
| 2000      | 17 de Agosto                                  |
| 2001      | Pinocho                                       |
| 2002      | Hebraica                                      |
| 2003      | 17 de Agosto                                  |
| 2004      | Caballito Juniors                             |
| 2005      | Jorge Newbery                                 |
| 2006      | Platense                                      |
| 2007      | America del Sud                               |
| 2008      | Allende                                       |
| 2009      | Nueva Estrella                                |
| 2010      | Racing                                        |
| 2011      | Barracas Central All Boys                     |
| 2012      | Barrio Marcelo Torcuato de Alvear El Porvenir |
| 2013      | Almafuerte                                    |
| 2014      | Arsenal                                       |
| 2015      | Independiente                                 |
| 2016      | Jorge Newbery                                 |
| 2017      | Banfield                                      |
| 2018      | Racing                                        |
| 2019      | Camioneros                                    |
| 2020      | Newell's Old Boys                             |
| 2021      | Gimnasia y Esgrima La Plata                   |
| 2022      | Nueva Chicago                                 |

## Movilidad interdivisional

### Con Primera División
| Temporada | Descendidos de Primera División                                       | Ascendidos de Primera B                                                               |
| --------- | --------------------------------------------------------------------- | ------------------------------------------------------------------------------------- |
| 1999      | Racing                                                                | San Lorenzo de Almagro Villa Modelo                                                   |
| 2000      | Platense General Lamadrid Newell's Old Boys                           | Parque Racing                                                                         |
| 2001      |                                                                       | No hubo                                                                               |
| 2002      |                                                                       | Pinocho Unión General Armenia de Beneficencia General Lamadrid Jorge Newbery Platense |
| 2003      | Racing Jorge Newbery                                                  | Hebraica Atlanta                                                                      |
| 2004      | Atlanta Huracán                                                       | 17 de Agosto Rosario Central                                                          |
| 2005      |                                                                       | Caballito Juniors Independiente                                                       |
| 2006      | Platense Parque Villa Modelo                                          | Jorge Newbery Huracán América del Sud                                                 |
| 2007      | Parque América del Sud Jorge Newbery                                  | Platense Las Heras Barrio Marcelo Torcuato de Alvear                                  |
| 2008      | Glorias                                                               | América del Sud Parque Kimberley                                                      |
| 2009      | Platense Barracas Bolívar                                             | Allende Juvencia Hebraica                                                             |
| 2010      | Huracán                                                               | Nueva Estrella Glorias Arsenal                                                        |
| 2011      | Glorias Arsenal General Lamadrid                                      | Racing Banfield Cultural Hebraica                                                     |
| 2012      | Argentinos Juniors Parque                                             | All Boys Barracas Central Glorias                                                     |
| 2013      | Juvencia Independiente All Boys                                       | Barrio Marcelo Torcuato de Alvear El Porvenir Chacarita Juniors                       |
| 2014      | Ferro Carril Oeste                                                    | Almafuerte Villa La Ñata Villa Modelo                                                 |
| 2015      | Almafuerte Nueva Estrella Villa Modelo                                | Arsenal Country Estrella de Boedo                                                     |
| 2016      | Arsenal Banfield El Porvenir                                          | Independiente Juvencia Universidad Abierta Interamericana Urquiza                     |
| 2017      | Caballito Juniors Juvencia Universidad Abierta Interamericana Urquiza | Jorge Newbery Huracán Ferro Carril Oeste                                              |
| 2018      | Racing Estrella de Boedo Huracán Country                              | Banfield El Talar                                                                     |
| 2019      | Glorias Jorge Newbery                                                 | Racing Sindicato de Empleados de Comercio de Lanús y Avellaneda                       |
| 2020      | Independiente River Plate                                             | Camioneros Estrella de Maldonado                                                      |
| 2021      | No hubo                                                               | Newell's Old Boys Independiente                                                       |
| 2022      | Estrella de Maldonado Camioneros                                      | Gimnasia y Esgrima La Plata Atlanta                                                   |
| 2023      | Newell's Old Boys                                                     | Nueva Chicago                                                                         |

### Con Primera C
| Temporada | Descendidos de Primera B | Ascendidos de Primera C                                                                 |
| --------- | --- | --------------------------------------------------------------------------------------- |
| 2014      | El Talar Círculo de Comunidad Franja de Oro Platense Unión Juventud Merlo Ferro Carril Oeste (Merlo) Los Muchachos San Martín Barracas Villa Argentina | —                                                                                       |
| 2015      | Las Heras Hurlingham All Boys | Unión Platense                                                                          |
| 2016      | Chacarita Juniors General Lamadrid Nueva Chicago Villa Modelo                                                                                          | El Talar Bomberos Voluntarios Círculo de Comunidad Barrio Marcelo Torcuato de Alvear    |
| 2017      | Arsenal Almafuerte Bomberos Voluntarios | Sindicato de Empleados de Comercio de Lanús y Avellaneda Asturiano Las Heras Hurlingham |
| 2018      | Caballito Juniors Hurlingham El Porvenir | Camioneros Atlanta General Lamadrid                                                     |
| 2019      | Parque General Lamadrid Barrio Marcelo Torcuato de Alvear Morón                                                                                        | Don Bosco Gimnasia y Esgrima La Plata Franja de Oro                                     |
| 2020      | Nueva Estrella Las Heras Juvencia | Nueva Chicago Pacífico Newell's Old Boys                                                |
| 2021      | No hubo | No hubo                                                                                 |
| 2022      | Huracán Universidad Abierta Interamericana Urquiza | Nueva Estrella Arsenal                                                                  |
| 2023      | Unión Don Bosco |                                                                                         |